# Malle des Indes
La malle des Indes (ou Malle des Indes) est le nom de la liaison postale mise en place par les autorités du Royaume-Uni entre Londres et Bombay pour faire arriver les dépêches officielles à leur destination dans le minimum de temps.

## Histoire

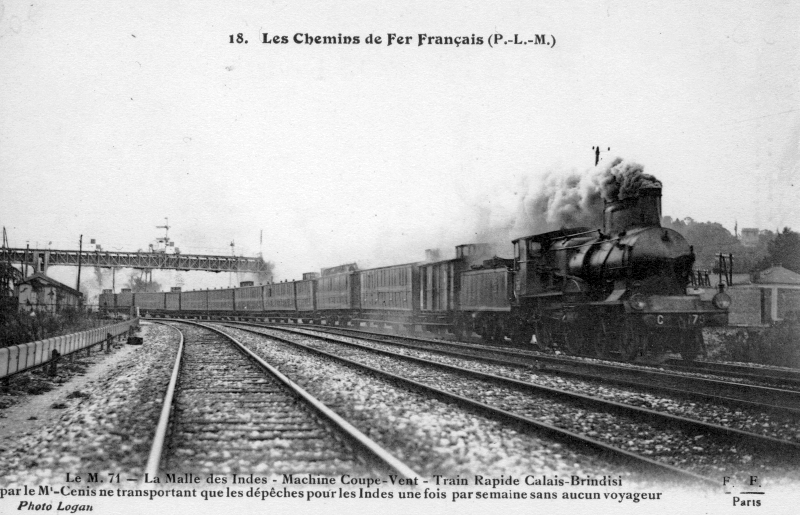
Le train « La Malle des Indes » en France sur le PLM.

Elle porte le nom de Malle des Indes parce que d'une part le courrier était initialement enfermé dans une malle transportée dans une voiture appelée malle-poste (en Angleterre mail coach) et que, d'autre part, cette malle était à destination de Bombay, capitale des Indes britanniques.
Selon les époques, cette liaison postale utilisa différents trajets, le but recherché étant de raccourcir le plus possible les délais entre les deux villes.
Première époque : liaison maritime intégrale par le cap de Bonne-Espérance. Le courrier part de la poste de Londres par voiture hippomobile, pour être chargé sur un navire qui reliera les deux villes en passant par le cap de Bonne-Espérance. Il faut alors compter environ de 90 à 120 jours pour que le courrier aille de Londres à Bombay (ou vice-versa).
Deuxième époque : liaison maritime discontinue. Le courrier est acheminé depuis Londres par Gibraltar et la Méditerranée jusqu'à Alexandrie. Le Nil est alors remonté en bateau jusqu'au Caire où des voitures hippomobiles prennent le relais à travers l'isthme de Suez jusqu'à Port-Saïd ou un nouveau transfert maritime s'opère qui emportera le courrier via Aden, jusqu'à Bombay. Plus tard, un train sera utilisé pour rejoindre Alexandrie à Port-Saïd.
Troisième époque : pour accélérer encore la vitesse, les autorités britanniques envisagent au début des années 1830 de faire traverser la France à la malle (ou aux malles) contenant le courrier des dépêches à destination des Indes. C'est ainsi que deux conventions postales sont signées, les 30 mars 1836 et 10 mai 1839 entre la France et la Grande-Bretagne par Adolphe Thiers pour la France et lord Granville pour la Grande-Bretagne.
La convention postale de 1839 prévoit notamment :
- que le transport du courrier des Indes pourra être confié à la Poste française ;
- qu'un navire partira d'Alexandrie les 7, 17 et 27 de chaque mois à destination de Marseille et les 1er, 11 et 21 de chaque mois de Marseille à destination d'Alexandrie avec le courrier des Indes ;
- que le temps imparti à l'administration postale française pour le transport du courrier entre les deux villes ne saurait excéder 102 heures ou 4 jours et 6 heures,
- que les malles contenant le courrier devront être (pour des raisons sanitaires) en tôle ou en fer blanc ;
- qu'un convoyeur britannique pourra accompagner le courrier, notamment sur les navires, ce convoyeur étant transporté gratuitement.

C'est dans ces conditions que va commencer l'aventure française, hippomobile et surtout ferroviaire, de la Malle des Indes qui durera 100 ans.
Lorsqu'est signée la première convention postale, en 1836, il n'existe quasiment pas de liaisons ferrées en France, à l'exception du chemin de fer à vocation industrielle de Saint-Étienne. La ligne Paris - Le Pecq (Saint-Germain) est en construction et ne sera ouverte qu'en 1837. À la signature de la seconde convention, en 1839, de nombreuses voies ferrées sont en construction, mais les liaisons postales restent majoritairement hippomobiles. La Malle des Indes va être le témoin du développement des chemins de fer en France (et en Europe) et l'objet de toutes les attentions pour respecter les délais impartis et même les réduire, rendant vite obsolètes certaines dispositions de la convention de 1839.
Dans ses débuts, l'arrivée de la Malle des Indes sur le territoire français se fera tantôt à Calais, tantôt à Boulogne-sur-Mer en fonction de l'état des installations portuaires et de leur adaptation au trafic trans-Manche.
En 1845, à son arrivée par malle-poste à Paris, la Malle des Indes est chargée sur un wagon plat et transportée jusqu'à Orléans, où elle est chargée dans une malle poste hippomobile pour rejoindre Roanne où elle est transférée dans un train jusqu'à Lyon où elle est à nouveau transférée dans une malle poste hippomobile pour être acheminée par la route jusqu'à Marseille où elle sera chargée sur un bateau en partance pour Alexandrie.
En 1846, la Grande compagnie du Luxembourg, société anglaise qui vise à diversifier le parcours de la Malle des Indes à travers le continent européen, obtient de l'état belge la concession d'une ligne ferroviaire Bruxelles-Namur-Libramont-Arlon, construite de 1846 à 1859, prolongeant la ligne Ostende-Bruxelles vers Luxembourg.
En 1848, la voie ferrée Boulogne / Paris est achevée. La Malle des Indes donne ainsi son nom au train qui la transporte . Entretemps, le volume du courrier à transporter n'a cessé de croître. Le transport vers Marseille continue d'alterner malle-poste et train.
En 1856, la voie ferrée reliant Paris à Marseille est achevée. La Malle des Indes peut aller directement de Boulogne (ou de Calais) à Marseille sans transbordement. Le volume du courrier s'amplifie pour emplir désormais plusieurs wagons.
En 1870, la guerre franco-prussienne suspend provisoirement le passage par la France de la Malle des Indes. Le courrier passe désormais par la Belgique (Ostende) l'Allemagne et l'Italie pour rejoindre Brindisi où il est chargé sur un paquebot.
En 1872 a lieu le retour de la Malle des Indes en France. L'ouverture du tunnel du Mont-Cenis en 1871, lui fera abandonner Marseille au profit de Gênes ou Brindisi, permettant de raccourcir la traversée de la Méditerranée. A la demande du Post Office britannique, le train postal est ouvert aux voyageurs .
En 1880, le train est ouvert au service voyageur. La Compagnie internationale des wagons-lits (CIWL) y intègre des voitures-lits en bois de teck. Le trajet Calais-Brindisi s'effectue en 48 heures. Les usagers sont essentiellement des fonctionnaires civils et militaires ainsi que des hommes d'affaires. C'est ce train que prendra en novembre 1889 Nellie Bly, journaliste américaine partie pour un tour du monde sur les traces de Phileas Fogg, qu'elle effectuera en 72 jours.
À partir de 1890, après la conférence du 13 mars réunissant toutes les compagnies concernées, il est dédoublé entre un train de voyageurs direct, nommé Peninsular and Oriental Steam Navigation Company, qui relie chaque semaine Londres, Douvres, Calais, Turin, Alexandrie, Bologne, Ancone et Brindisi où est assurée la correspondance avec le paquebot de la Malle des Indes, et par ailleurs un train-poste sans passagers autres que les convoyeurs anglais et français. Le nom de Malle des Indes sera alors attribué à l'un ou l'autre des deux trains.
Le Peninsular-Express quitte Londres tous les vendredis à 15 h 15 et arrive à Paris Nord via Calais à 23 heures. Le Peninsular-Express quitte la gare du Nord à 0 h 15 et arrive à Brindisi le dimanche à 16 heures. Le paquebot qui assure la correspondance part de Brindisi à 22 heures et rejoint Bombay par le canal de Suez, la mer Rouge et l'océan Indien.
De 1891 à 1914, il dessert à la fois Marseille, sous le nom de Bombay Express et Brindisi sous le nom de Malle des Indes. Le train comporte alors dix wagons-poste, un wagon-restaurant, deux voitures de première classe et deux fourgons de service. Le parcours de Calais à Marseille (1 159 km) est parcouru en 22 heures et 23 minutes. La charge du train est de 525 à 560 tonnes en 1930.
Dans les années 1930 un service de substitution aérienne se met en place.
Le train est définitivement supprimé en 1939.
Une voiture OCEM de 1934 construite pour la Poste Française à 9 exemplaires est conservée par le Musée Postal de l'Association pour la conservation d'ambulants postaux ferroviaires (ACAPF) sur le site Denis Papin à Oignies, il s'agit de l'allège de 18,30m PEz 45744 dite "Méditerranée"